# Stranger (canción de Electric Light Orchestra)
«Stranger» es una canción del grupo británico Electric Light Orchestra, publicada en el álbum de estudio Secret Messages (1983). La canción, compuesta por Jeff Lynne, fue también publicada como el cuarto y último sencillo del álbum, tras «Rock 'n' Roll Is King», «Secret Messages» y «Four Little Diamonds», en diciembre de 1983 exclusivamente en los Estados Unidos.
En la reedición de Secret Messages en 2001, Jeff Lynne escribió sobre la canción: «Grabé esta en Holanda, donde estuve buscando a través de los ojos de un extraño». La apertura de la canción incluye un mensaje oculto en forma de backmasking, donde se escucha una voz aguda que al ser reproducida al revés dice: «You're playing me backwards» (en español: «Me estás reproduciendo al revés»). El álbum incluye más mensajes ocultos en forma de backmasking a modo de burla después de que el grupo fuera señalado por introducir «mensajes satánicos» en sus álbumes por grupos fundamentalistas.

## Posición en listas
| País           | Lista                          | Posición |
| -------------- | ------------------------------ | -------- |
| Polonia        | Polish Singles Chart           | 15       |
| Estados Unidos | Bubbling Under Hot 100 Singles | 105      |
| Estados Unidos | Adult Contemporary Chart       | 33       |